# Saunders A.10
El Saunders A.10 fue un caza de cuatro armas británico de financiación privada. Era un biplano monoplaza y monomotor con un manejo deficiente, que posteriormente sirvió como avión de pruebas de armas.

## Diseño y desarrollo
Tras su primer avión, el T.1, Saunders no construyó otro avión terrestre hasta 1928, cuando apareció el caza monoplaza Saunders A.10. El diseño original fue una iniciativa privada, y su característica distintiva era su armamento de cuatro armas, en una época en que dos ametralladoras eran el estándar. Por ello, el A.10 fue conocido a veces como el "Multi-gun"; dado que, para cuando el A.10 estuvo listo para volar, S.E. Saunders Ltd. había sido adquirida por A.V. Roe y John Lloyd, a veces se le conoce como Saunders/Saro A.10 o Saro A.10.
La Especificación F.20/27 del Ministerio del Aire se emitió durante el proceso de diseño y Saunders decidió presentar el A.10, a pesar de que esa especificación sólo requería dos armas y sugería el uso del radial Bristol Mercury en lugar del Rolls-Royce F.XIS en línea que había elegido el diseñador Harry Knowler. El Ministerio del Aire proporcionó un motor F.XI sin sobrealimentación y el A.10 voló por primera vez el 27 de enero de 1929. Era un sesquiplano compacto de un solo vano con una estructura de duraluminio, recubierta de tela en toda su extensión, excepto en el fuselaje delantero. El fuselaje estaba construido en gran parte a partir de miembros tubulares, atornillados entre sí. El piloto se sentaba con el ala superior a la altura de los ojos para optimizar la visibilidad tanto por encima como por debajo, ayudado por recortes en las raíces del plano inferior y un perfil aerodinámico más delgado en la sección central superior. Las recámaras de las cuatro armas eran accesibles para él, con dos en la cubierta delantera y dos en los laterales del fuselaje. El radiador de barbilla del motor refrigerado por agua se ubicaba tras una persiana enrollable, cerca de la hélice bipala. El sencillo tren de aterrizaje de un solo eje estaba montado sobre un par de montantes en V invertida que se unían el fuselaje por delante y por detrás del ala inferior.
El ala superior, de cuerda más ancha y mayor envergadura, soportaba los alerones, inicialmente descompensados, pero rápidamente modificados a bisagras Frise para una sensación más ligera. El decalaje se acentuaba por la menor cuerda del ala inferior, montada en la parte inferior del fuselaje. El timón de dirección y los elevadores, estos últimos montados sobre un estabilizador horizontal en voladizo, también estaban descompensados.

## Historia operacional
Tras el primer vuelo y las modificaciones de los alerones, las pruebas de vuelo se reanudaron en marzo. En julio se decidió presentar el avión a la Especificación F.10/27 del Ministerio del Aire, así como a la F.20/27; la especificación anterior preveía un caza de seis armas. En cuanto al armamento, el A.10 no cumplía con ninguna de las dos. En agosto de 1929, se envió al Establecimiento Experimental de Aeroplanos y Armamento (A&AEE) para realizar pruebas bajo la F.20/27, armado con sólo dos armas. Los informes fueron muy críticos: el A.10 sufría de inestabilidad longitudinal y era casi imposible mantener una velocidad constante en picado o ascenso. También se comentó que el manejo en tierra era difícil.
Estas pruebas finalizaron en enero de 1930 y el A.10 regresó a Saro para su modificación. Los cambios incluyeron un desplazamiento de 76 mm hacia atrás del tren de aterrizaje principal para mejorar el manejo en tierra, una extensión del fuselaje de 533 mm y un empenaje revisado. El estabilizador horizontal ahora tenía un borde de ataque recto, en lugar de aflechado. Cuando regresó al A&AEE en septiembre, la mayoría de los fallos antiguos persistían y no se solicitaron más ejemplares.
Curiosamente, en vista de los comentarios de la A&AEE sobre los problemas que la inestabilidad longitudinal del A.10 le plantearía como plataforma de armas, el Establishment lo utilizó para explorar los efectos del armamento multiarma, realizando pruebas también con el Gloster SS.19. Estas pruebas duraron inicialmente hasta diciembre de 1930, y posteriormente, tras un período de inactividad, de 1932 a 1933. El avión fue dado de baja el 20 de noviembre de 1933.

## Especificaciones (configuración para la F.20/27, fuselaje corto)
Referencia datos: London, 1988, p. 92.

### Características generales
- Tripulación: Uno (piloto)
- Longitud: 7,4 m (24,4 ft)
- Envergadura: 9,8 m (32 ft)
- Altura: 3 m (9,7 ft)
- Superficie alar: 25,4 m² (273,4 ft²)
- Peso vacío: 1213 kg (2673,5 lb)
- Peso cargado: 1573 kg (3466,9 lb)
- Planta motriz: 1× motor lineal de 12 cilindros refrigerado por agua Rolls-Royce F.XI.
  - Potencia: 360 kW (496 HP; 490 CV)
- Hélices: Bipala de madera de paso fijo

### Rendimiento
- Velocidad máxima operativa (Vno): 320 km/h (199 MPH; 173 kt)
- Techo de vuelo: 8800 m (28 871 ft)

### Armamento
- Ametralladoras: 

  - 2x Vickers de 7,7 mm frontal fija

## Aeronaves relacionadas

### Secuencias de designación
- Secuencia A._ (interna de Saunders): A.3 Valkyrie - A.4 Medina - A.7 Severn - A.10 - A.14 - A.17 Cutty Sark - A.19 Cloud →